# Félix Marchegay de Lousigny
Félix-Pierre-Jean Marchegay de Lousigny (20 avril 1776, Saint-Germain-de-Prinçay - 1er décembre 1853, Lousigny), est un homme politique français.

## Biographie
Félix Marchegay est issu d'une famille protestante fortunée, qui est implantée depuis longtemps déjà en Bas-Poitou. Son père, Pierre Marchegay de Lousigny, prend parti pour le changement en 1789 et crée une garde nationale à Saint-Germain-de-Prinçay. De convictions assez modérées (il est membre de la société ambulante des amis de la constitution), il s'engage tout de même comme officier dans l'armée républicaine. Pierre Marchegay de Lousigny est tué en service lors de la bataille du Pont-Charrault, le 15 mars 1793.
Inquiété lors des guerres de Vendée, sa mère, Louise-Thérèse Marchegay, décide de l'envoyer à Paris, où il est appelé à commander l'escouade vendéenne du projet d'École de Mars. Il la quitte en octobre 1794, à la fin de la Terreur, et rejoint la nouvelle École des Travaux publics, plus tard nommée École polytechnique. Il en sort lieutenant d'artillerie. N'ayant pas réussi à obtenir un poste en Italie, dont il connaissait la langue et la culture, il obtient un congé définitif du général baron Chabot, son parent.
À partir du mois de septembre 1800, il se lance dans la mise en valeur de ses terres, important en Vendée les dernières innovations agronomiques.
Riche propriétaire, Marchegay de Lousigny est élu, le 13 novembre 1820, député du grand collège de la Vendée. Il prend place dans l'opposition libérale, et vote avec son collègue Manuel. Il rejoint un groupe de députés vendéens exclusivement composé de protestants : Esgonnière du Thibeuf, Perreau du Magné, David.
Les élections de 1824 ne lui sont pas favorables, mais il revient à la Chambre, le 24 novembre 1827, élu par le même collège. Il a été des 221, ne se représente pas en 1830, mais est réélu, le 6 juillet 1831, dans le 1er collège de la Vendée (Luçon). Déçu par le peu d'ouverture qu'accorde Louis-Philippe au parlementarisme, il donne sa démission en 1832. Le 27 décembre de la même année, lors d'une élection législative partielle, le jurisconsulte François-André Isambert lui succède.
Félix Marchegay rachète en 1817 les parc et château des Roches-Baritaud, voisins de son logis de Lousigny et y meurt le 1er décembre 1853. Il est l'ancêtre de Gustave Marchegay, Louis Marchegay et Gilberte Marchegay.

## Source
- « Félix Marchegay de Lousigny », dans Adolphe Robert et Gaston Cougny, Dictionnaire des parlementaires français, Edgar Bourloton, 1889-1891 [détail de l’édition] [texte sur Sycomore]